# Gil Evans & Ten
| Recensione | Giudizio |
| ---------- | -------- |
| AllMusic   | [ 1 ]    |

Gil Evans & Ten è il primo album discografico solistico del pianista, conduttore d'orchestra, arrangiatore e compositore jazz statunitense Gil Evans, pubblicato dalla casa discografica Prestige Records nel febbraio del 1958.

## Tracce
Lato A
1. Remember – 4:55 (Irving Berlin) – Registrato il 6 settembre 1957
2. Ella Speed – 5:41 (Tradizionale) – Registrato il 27 settembre 1957
3. Big Stuff – 4:50 (Leonard Bernstein) – Registrato il 10 ottobre 1957

Lato B
1. Nobody's Heart – 4:15 (Lorenz Hart, Richard Rodgers) – Registrato il 27 settembre 1957
2. Just One of Those Things – 4:20 (Cole Porter) – Registrato il 10 ottobre 1957
3. If You Could See Me Now – 4:10 (Tadd Dameron) – Registrato il 27 settembre 1957
4. Jambangle – 4:50 (Gil Evans) – Registrato il 10 ottobre 1957

## Musicisti
Remember
- Gil Evans - pianoforte, arrangiamento, conduttore musicale
- Johnny Carisi - tromba
- Jake Koven - tromba
- Jimmy Cleveland - trombone
- Bart Varsalona - trombone basso
- Willie Ruff - corno francese
- Dave Kurtzer - bassoon
- Steve Lacy - sassofono soprano
- Zeke Tolin - sassofono alto
- Paul Chambers - contrabbasso
- Jo Jones - batteria

Ella Speed / Nobody's Heart / If You Could See Me Now / Big Stuff / Just One of Those Things / Jambangle
- Gil Evans - pianoforte, arrangiamenti, conduttore musicale
- Louis Mucci - tromba
- Jake Koven - tromba
- Jimmy Cleveland - trombone
- Bart Varsalona - trombone basso
- Willie Ruff - corno francese
- Dave Kurtzer - bassoon
- Steve Lacy - sassofono soprano
- Zeke Tolin (Lee Konitz) - sassofono alto
- Paul Chambers - contrabbasso
- Nick Stabulas - batteria[3]

Note aggiuntive
- Bob Weinstock - produttore, supervisore
- Registrazioni effettuate al Rudy Van Gelder Studio di Hackensack, New Jersey, il 6 e 27 settembre e 10 ottobre 1957
- Rudy Van Gelder - ingegnere delle registrazioni
- Ira Gitler - note di retrocopertina album